# 스마트 금고
스마트금고(smart safe)는 클라우드 컴퓨팅 개념을 이용하여, 개인정보, 각종 신용카드정보를 개인 휴대전화에 보관하지 않고 이동통신사의 안전한 저장장치(가상금고)에 저장하고 개인 휴대전화를 통하여 네트키를 받아 인증과 결제처리를 하는 인증・결제시스템을 말한다.
스마트금고는 네트키를 수신받으면 가맹점과 통신하며 인증과 결제를 하고, 결제시에는 가맹점의 최적의 조건으로 결제를 한다.
예를 들어 쿠폰이나 할인 캠페인을 하는 가맹점의 매점에서 결제를 할 경우, 쿠폰의 다운로드와 같은 작업은 필요 없고 단지 휴대전화로 네트키를 이동통신사의 스마트금고에 전송하면 된다.

## 네트키 구성요소
네트키는 토큰과 토큰을 발행한 가맹점ID를 포함한다. 토큰의 내용은 발행한 가맹점에서만 용도가 해석된다. 토큰은 가맹점에 유일한 번호로 발행후 일정시간 이내에 회수되지 않으면 무효화된다.

## 네트키 송・수신 방법

### 적용 예
- 온라인의 경우 화면의 QR 코드를 스캔
  - 각종 전자 상거래 결제
  - 온라인 콘텐츠 결제

- 오프라인의 경우 근거리무선통신(블루투스,　NFC 등)을 통해 핸드폰으로 수신
  - 편의점 결제
  - 자동판매기 요금 결제
  - 택시 요금 결제
  - 현금 자동 입출금기 ATM

## 모바일전자지갑과 스마트금고 비교
|             | 휴대폰 보관 | 휴대폰 처리 |
| 전자 지갑   | 예          | 예          |
| 스마트 금고 | 아니요      | 아니요      |

| 구분            | 전자지갑 | 스마트금고 |
| --------------- | --- | --- |
| 데이터 저장장소 | 휴대전화 USIM | 이동통신사 가상금고 |
| 보존내용        | 각종 신용카드정보 각종 멤버쉽 카드 | 휴대폰 가입시 이통사에 제공한 통신요금 결제정보 (결제용 신용카드정보,은행 자동이체정보) |
| S/W구동         | 휴대전화에서 구동됨 | 이동통신사 서버에서 구동됨 |
| 분실・도난 대책 | 지갑의 분실과 같음 카드는 카드사에 분실신고가 필요 | 키를 전달하는 도구의 분실과 같음 새로운 단말을 지정 네트키를 전달하면 됨 |
| 편리성          | 좋음 | 좋음 |
| 보안성          | 민감한 데이터가 휴대전화에 있음으로 본인이 부지중에도 리더기를 통해 무선으로 간단히 정보가 읽힘 전자 소매치기 의 위험성이 있음 도둑결제 의 위험성이 있음 | 휴대전화에는 아무런 데이터가 없으므로 안전 인증・결제용 네트키를 전송시 지문인증으로 네트키 전송을 동의해야 함으로 자기 행동에 대한 부인방지를 하고, 본인이 동의하지 않은 상태에서 이루어지는 도둑결제 와 전자 소매치기를 원천 차단한다 |
| 악성코드        | 각종 다운로드나 호기심에 의한 링크의 클릭등에 의한 악성코드 침투경로가 많고 악성코드 감염에 의해 USIM의 정보가 유출될 가능성이 상존함                    | 외부에서 스마트금고에 부정 엑세스는 거의 불가능 가입자 휴대폰으로 정해진 네트키의 전문(電文)포맷으로만 접속가능 |
| 컴퓨팅 개념     | 클라이언트 서버 개념으로 단말에서 조작 및 신용카드정보와 같은 민감한 정보를 서버에 제공함                                                                | 클라우드 컴퓨팅(서버 기반 컴퓨팅)으로 민감한 정보는 어떤 형태로도 망에 흐르지 않음 |
| 사용자의 유익   | 보안성의 위험을 무릅쓴 편리함 | 보안성, 편리성이 뛰어나고 휴대폰을 결제폰으로 사용하므로 쌓인 포인트로 통신요금을 정산하는 간접 요금제 실시로 무료통화를 실현할 수 있음                                                                                                 |
| 거래정보        | 애플·구글의 결제시스템에는 일상생활의 거래정보를 취득해 소비자의 구매력·소비성향 정보를 분석하여 판매하려는 전략                                         | 거래정보는 거래한 가맹점에서만 관리 스마트 금고에서는 누가 어느 가맹점에서 얼마를 결제했는가만 관리 무엇을 거래했는지는 개인의 프라이버시                                                                                               |

## 같이 보기
- 서버 기반 컴퓨팅
- 클라우드 컴퓨팅
- 간접 요금제
- 전자지갑
- 스마트 오피스